# Campos Atlético Associação
Campos Atlético Associação é uma agremiação esportiva de Campos dos Goytacazes, no estado do Rio de Janeiro, fundada a 26 de outubro de 1912.

## História
Criado por por idealização de Wanderley Barreto, seu primeiro presidente, surgia com o nome de Campos Athletic Association.
Tendo como suas cores o roxo, o preto e o branco, seu primeiro campo do clube era alugado ao extinto Lacerda Sobrinho Futebol Clube, no bairro da Coroa, vindo daí o nome da mascote Leão da Coroa.
Mais tarde o clube se instalou em outro campo em local próximo, mas já no bairro do Caju, mais precisamente na Rua Rocha Leão, atrás do antigo presídio da cidade, onde permaneceu até adquirir a área do atual estádio Ângelo de Carvalho localizado na Avenida Alberto Torres no Parque Leopoldina, obra de um estádio que jamais foi concluída, mas que mesmo assim, foi palco de muitos jogos importantes pelos campeonatos da cidade.
Dizem os mais antigos que o primeiro uniforme do clube foi constado de listras verticais em roxo, preto e branco, porém é possível achar fotos em que o clube se apresenta de branco e com um escudo bem diferente do utilizado ao longo de sua história.
O Campos foi campeão municipal nos anos de 1918, 1924, 1932, 1956 e 1976, além do Campeonato Fluminense de 1956, que não chegou a ser disputado em campo mas que deve ter o título reconhecido pela atual federação. Possui ainda a conquista do título de Campeão da Zona Norte do Interior do Estado do Rio de Janeiro no ano de 1976.
O Campos nunca deixou de integrar a primeira divisão do antigo Campeonato Campista que foi profissionalizado no ano de 1952. Também nunca deixou de fornecer jogadores aos selecionados escretes da Liga Campista de Desportos.
Seus maiores jogadores foram Rebolo, que veio a envergar a camisa do America Football Club nos seu grandiosos tempos, além de Hélvio, beque que chegou a jogar no Santos Futebol Clube. Ipojucan centroavante campeão em 1956. Manoelzinho, goleiro nos primeiros anos do clube e cobiçado pelos grandes da capital, nunca deixou o roxinho. Crisolino, lateral esquerdo que marcou época no clube. Jorge Chinês, teve sua vida dedicada ao clube como jogador, e depois dirigente, dos mais renomados amigo de Zizinho com quem jogou junto ao time do Exército, além de Bimba, jogador admirável que resta para sempre na memória de quem o viu jogar.
Pelo Campos, ainda atuaram jogadores de renome nacional como o zagueiro Brito e o meio-campista Afonsinho num jogo amistoso contra o Palmeiras na década de 70, década esta que nunca deveria ter acabado, pois foi nela em que o clube teve seus últimos bons momentos no futebol, que no transcorrer dos anos deixou o futebol de lado em alguns momentos se dedicando mais a parte social.
Vindo a forma hora ou outra equipes na categorias infantil e juvenil nos campeonatos promovidos pela atual Liga Campista de Desportos e até mesmo pela FFERJ.
Em 2008, as equipes de infantil e juvenil se sagraram campeãs do Campeonato Campista 2008 nas respectivas categorias.

### Retorno
Em 2015, através de uma parceria com a Carapebus, o Roxinho voltou ao futebol profissional depois de 26 anos, disputou a Série C do Campeonato Carioca e conseguiu o acesso de forma invicta. Em 2016 o clube disputou a Série B do estado, sendo vice-campeão da competição. Em 2017 o clube disputou a Série A do Estadual pela primeira vez em sua história. Apesar de estar na primeira divisão, o Campos disputou a fase Seletiva, na qual não obteve sucesso e teve que jogar o "grupo da morte". Ao final desta fase, terminou em penúltimo lugar e foi rebaixado. Após o rebaixamento, a parceria com o Carapebus foi encerrada e o clube se filiou á FERJ de forma independente no dia 12 de abril. Disputou assim a Série C do Campeonato Carioca ainda em 2017. Na Série C (equivalente a quinta divisão), o Roxinho mostrou a mesma força que já havia mostrado em 2015 e 2016, e subiu para a Série B2 (equivalente a quarta divisão) como vice-campeão, perdendo a final para o estreante Pérolas Negras.

### Rebaixamento
Em 2022 o clube somou 12 pontos e ficou na 9º colocação a uma posição do rebaixamento, porém após utilizar um jogador de 15 anos foi rebaixado no tribunal para a quinta divisão.

## Estádio Ângelo de Carvalho
Inaugurado no dia 29 de julho de 1951, em uma partida entre o Botafogo de Futebol e Regatas e o Campos, o Estádio Ângelo de Carvalho tem capacidade para 2.000 pessoas.

## Títulos
Campeão Invicto
| ESTADUAIS      | ESTADUAIS                                          | ESTADUAIS | ESTADUAIS                     |
|                | Competição                                         | Títulos   | Temporadas                    |
| -------------- | -------------------------------------------------- | --------- | ----------------------------- |
|                | Taça Corcovado                                     | 1         | 2016                          |
| Rio de Janeiro | 1º Turno da Série B2                               | 1         | 2018                          |
| Rio de Janeiro | 2º Turno da Série B2                               | 1         | 2015                          |
| Rio de Janeiro | Zona Norte do Interior do Estado do Rio de Janeiro | 2         | 1956; 1976                    |
| CITADINOS      |                                                    |           |                               |
|                | Competição                                         | Títulos   | Temporadas                    |
|                | Campeonato Campista                                | 5         | 1918, 1924, 1932, 1956 e 1976 |
|                | Torneio Inicio do Campeonato Campista              | 1         | 1967                          |
|                | Taça José Antônio Ferreira de Araújo               | 1         | 1975                          |

### Campanhas de Destaque
- Campeão da Copa FERJ Sub-23: 2017
- Terceiro colocado no Campeonato Fluminense: 1924
- Quarto colocado no Campeonato Carioca Série C: 2024